# Liste der Länderspiele der französischen Männer-Feldhandballnationalmannschaft
Diese Liste enthält Feldhandballspiele der französischen Feldhandballnationalmannschaft der Männer, die vom Fédération Française de Handball (FFHB) als offizielle Länderspiele anerkannt sind.

## Legende
Dieser Abschnitt dient als Legende für die nachfolgenden Tabellen.
- A = Auswärtsspiel
- H = Heimspiel
- * = Spiel an neutralem Ort
- WM = Weltmeisterschaft
- rote Hintergrundfarbe = Niederlage der französischen Mannschaft
- grüne Hintergrundfarbe = Sieg der französischen Mannschaft
- gelbe Hintergrundfarbe = Unentschieden

## Liste der Spiele
| Nr. | Datum               | Ergebnis      | Gegner         |   | Austragungsort                             | Anlass                      | Zuschauer | Bemerkungen           |
| --- | ------------------- | ------------- | -------------- | - | ------------------------------------------ | --------------------------- | --------- | --------------------- |
| 01  | 12. Mai 1946 16:10  | 10:06 (05:05) | Luxemburg      | H | Metz, Stade de l’Ile St. Symphorien        | Coupe de la Paix-Halbfinale |           | 1. Heimspiel, 1. Sieg |
| 02  | 2. Juni 1946 16:45  | 04:11 (01:04) | Schweiz        | H | Saint-Ouen (Paris), Stade de Paris         | Coupe de la Paix-Finale     | 04 000    | 1. Niederlage         |
| 03  | 30. Juni 1946       | 06:16 (05:08) | Österreich     | A | Wien                                       |                             |           | 1. Auswärtsspiel      |
| 04  | 24. Nov. 1946       | 05:12 (03:07) | Österreich     | H | Fougères                                   |                             |           | [ 6 ]                 |
| 05  | 27. Apr. 1947       | 18:03 (08:03) | Belgien        | H | Amiens, Stade Moulonguet                   |                             |           | [ 7 ]                 |
| 06  | 10. Mai 1947        | 15:05 (07:02) | Luxemburg      | A | Esch an der Alzette                        |                             |           | [ 7 ]                 |
| 07  | 21. Sep. 1947       | 16:05         | Belgien        | A | Lüttich                                    |                             |           | [ 8 ]                 |
| 08  | 9. Mai 1948         | 16:05         | Luxemburg      | H | Fougères                                   | WM-Vorrunde                 |           | [ 9 ]                 |
| 09  | 30. Mai 1948        | 06:03         | Portugal       | H | Niort                                      | WM-Zwischenrunde            |           |                       |
| 10  | 3. Juni 1948        | 04:17         | Dänemark       | * | Saarbrücken                                | WM-Halbfinale               |           | [ 10 ]                |
| 11  | 6. Juni 1948        | 04:22 (01:09) | Schweiz        | H | Paris, Stade Jean-Bouin                    | WM-Spiel um Platz 3         |           | [ 10 ]                |
| 12  | 10. Okt. 1948       | 05:13 (01:08) | Ungarn         | H | Aubervilliers                              |                             |           |                       |
| 13  | 19. März 1949       | 01:03         | Spanien        | A | Barcelona, Camp de Les Corts               |                             |           | [ 11 ]                |
| 14  | 29. Mai 1949 17:25  | 06:07         | Portugal       | A | Porto                                      |                             |           | [ 12 ]                |
| 15  | 17. Juli 1949 14:00 | 08:05 (04:01) | Belgien        | A | Huizingen, Domaine provincial de Huizingen |                             |           |                       |
| 16  | 23. Okt. 1949 15:00 | 08:15 (05:07) | Schweiz        | A | Thun, Sportplatz Grabengut                 |                             | 04 000    | [ 13 ]                |
| 17  | 11. März 1950       | 06:06 (04:03) | Spanien        | H | Bordeaux, Stade Chaban-Delmas              |                             | 05 000    | [ 14 ] [ 15 ]         |
| 18  | 16. Apr. 1950       | 06:03         | Luxemburg      | A | Esch an der Alzette                        |                             |           | [ 16 ]                |
| 19  | 22. Okt. 1950       | 10:04 (06:02) | Belgien        | H | Vernon (Eure), Stade municipal de Vernon   |                             |           | [ 17 ]                |
| 20  | 4. März 1951        | 09:06 (04:01) | Portugal       | H | Bordeaux, Stade Chaban-Delmas              |                             |           | [ 18 ]                |
| 21  | 19. März 1951       | 04:05         | Spanien        | A | Barcelona                                  |                             |           | [ 19 ]                |
| 22  | 1. Apr. 1951        | 18:00 (08:00) | Luxemburg      | H | Villemomble                                |                             |           | [ 20 ]                |
| 23  | 8. Apr. 1951        | 05:12 (02:05) | BR Deutschland | A | Ludwigshafen                               |                             | 26 000    | [ 21 ] [ 22 ]         |
| 24  | 27. Okt. 1951       | 09:09         | Niederlande    | H | Paris, Stade Jean-Bouin                    |                             | 03 800    | [ 23 ] [ 24 ]         |
| 25  | 4. Mai 1952         | 18:08 (08:05) | Belgien        | A | Eupen                                      | WM-Qualifikation            | 02 000    | [ 25 ]                |
| 26  | 8. Juni 1952        | 08:14 (03:07) | Niederlande    | * | Aarau                                      | WM-Vorrunde                 |           | [ 26 ]                |
| 27  | 10. Juni 1952       | 07:14 (03:05) | Schweiz        | A | La Chaux-de-Fonds                          | WM-Vorrunde                 |           | [ 26 ]                |
| 28  | 9. Nov. 1952        | 06:08 (04:05) | Österreich     | A | Innsbruck                                  |                             |           | [ 27 ]                |
| 29  | 3. Apr. 1954        | 09:16 (02:09) | BR Deutschland | H | Paris, Universitätsstadion                 |                             |           |                       |
| 30  | 17. Okt. 1954       | 21:08         | Belgien        | H | Mülhausen                                  |                             |           |                       |
| 31  | 14. Nov. 1954       | 12:12 (07:04) | Österreich     | H | Dijon                                      |                             |           |                       |
| 32  | 30. Juni 1955 19:00 | 15:07         | Belgien        | * | Karlsruhe, Wildparkstadion                 | WM-Vorrunde                 |           |                       |
| 33  | 1. Juli 1955 19:00  | 08:08 (04:03) | Österreich     | * | Ludwigshafen, Südweststadion               | WM-Vorrunde                 |           |                       |
| 34  | 3. Juli 1955 15:30  | 07:11 (06:06) | Schweiz        | * | Bochum, Ruhrstadion                        | WM-Hauptrunde               | 08 000    |                       |
| 35  | 5. Juli 1955 19:00  | 12:13 (05:07) | Saarland       | * | Düsseldorf, Rheinstadion                   | WM-Hauptrunde               |           |                       |
| 36  | 7. Juli 1955 19:00  | 09:18 (03:10) | Schweden       | * | Hamm, Jahnstadion                          | WM-Hauptrunde               | 10 000    |                       |
| 37  | 9. Juli 1955 17:00  | 07:11 (04:07) | Österreich     | * | Düren, Westkampfbahn                       | WM-Spiel um Platz 7         | 05 000    |                       |
| 38  | 12. Mai 1957        | 18:11         | Luxemburg      | A | Esch an der Alzette                        |                             |           |                       |
| 39  | 8. Juni 1958        | 13:11         | Niederlande    | H | Villemomble                                |                             |           |                       |